# Mathias Clemens
Mathias Clemens, nascido em 8 de agosto de 1915 em Redange e falecido em 26 de novembro de 2001 em Huncherange, foi um ciclista luxemburguês. Foi profissional de 1935 a 1948 conseguindo uma vitória de etapa no Tour de France de 1936

## Palmares
1935
- -  Campeão do Luxemburgo independente
- Tour do Luxemburgo

1936
- Tour do Luxemburgo, mais 1 etapa
- 1 etapa do Tour de France
- Critérium de Luxemburgo
- Grunewald

1937
- Tour do Luxemburgo, mais 1 etapa

1938
- Campeonato do Luxemburgo em Estrada
- 1 etapa do Tour de Luxemburgo
- Grande Prêmio do Luxemburgo
- Grande Prêmio de Hollerich

1939
- Tour do Luxemburgo, mais 2 etapas

1940
- 3 etapas da Volta à Catalunha

1941
- Critérium de Luxemburgo
- Tour de Westmark, mais 1 etapa
- Grande Prêmio de Schweinfurt

1942
- Prêmio de Huncherange
- Prêmio de Esch-sul-Alzette

1943
- 2 etapas do Tour do Luxemburgo
- Prêmio de Esch-sul-Alzette
- Prêmio de Wiltz
- Prêmio de Pétange

1944
- Prêmio de Wiltz
- Prêmio de Esch-sul-Alzette

1945
- 2º no Campeonato do Luxemburgo em Estrada
- Grande Prêmio da Libertação

1947
- Tour do Luxemburgo, mais 1 etapa
- Premeio de Alger
- 3º no Campeonato do Luxemburgo em Estrada

1947
- Tour do Luxemburgo, mais 1 etapa
- Prémio de Alger
- 3º no Campeonato do Luxemburgo em Estrada

1948
- Campeonato do Luxemburgo em Estrada